# خبز بطيء
الخبز البطيء هو خبز يُصنَع باستخدام خميرة قليلة جدًا. ويتطلب الكثير من الوقت لتخمير العجين قبل الخبز. فائدة هذه الوصفة هي أن النشا في الدقيق يمتص الماء بشكل أكثر فاعلية. خلال فترة الراحة، تتكاثر الخميرة وتطور منتجات ثانوية مثل الكحول وحمض الخليك واللبن. هيكل البقسماط أيضًا يكون أكثر انفتاحًا. نظرًا لأن النشا والغلوتين في العجين «يتم فتحهما» أثناء عملية الإنتاج ، فإن هضم الخبز أسهل مقارنةً بالخبز المصنوع باستخدام أحدث التقنيات.